# Седов, Никита Дмитриевич
Никита Дмитриевич Седов (род. 5 мая 2001, Нижневартовск, Тюменская область) — российский хоккеист, защитник клуба ЦСКА.

## Биография
Родился в Нижневартовске, воспитанник тюменского хоккея. В 14 лет уехал в Северную Америку, играл за юниорскую команду «Колорадо Эволюшн», в сезонах 2018/19 — 2019/20 выступал в WHL за «Реджайна Пэтс». С сезона 2020/21 игрок «Сочи», в его составе дебютировал в КХЛ. В ноябре 2021 года вместе с Камаловым был обменян в СКА на Юрия Паутова.
Серебряный призёр юниорского чемпионата мира 2019. Победитель Кубка Карьяла 2020 в составе взрослой сборной России. Участник Кубка Германии — 2021 в составе олимпийской сборной.
31 июля 2022 года в результате обмена стал игроком московского «Спартака». 5 декабря 2022 года был обменян в «Северсталь». 8 июля 2024 года в результате обмена на Ярослава Дыбленко стал игроком московского ЦСКА.